# Gwiazdozbiór Tarczy
Tarcza (łac. Scutum, dop. Scuti, skrót Sct, dawniej Tarcza Sobieskiego, łac. Scutum Sobiescianum) – gwiazdozbiór nieba południowego, 84. co do wielkości, leżący w pobliżu równika niebieskiego. Należy do najmniejszych – jest piąty od końca pod względem wielkości. Wprowadzony przez Jana Heweliusza w 1684 roku dla upamiętnienia najmożniejszego protektora gdańskiego astronoma, króla Jana III Sobieskiego, po jego słynnej wiedeńskiej wiktorii. Nazwał go wtedy Scutum Sobiescianum. Pierwsza informacja o gwiazdozbiorze, z ryciną i opisem, pojawiła się w sierpniu 1684 roku w niemieckim czasopiśmie naukowym „Acta Eruditorum”. Gwiazdozbiór znalazł się także w pośmiertnie wydanym w 1690 roku atlasie Firmamentum Sobiescianum, trzeciej części zadedykowanego w całości królowi dzieła Heweliusza Prodromus Astronomiae. Jest to jeden z 88 współcześnie rozróżnianych gwiazdozbiorów. W większości języków odniesienie do Sobieskiego wyszło z użycia i gwiazdozbiór znany jest po prostu jako Tarcza. W Polsce widoczny latem nad południowym horyzontem, tuż poniżej Orła, nad Strzelcem. Liczba gwiazd dostrzegalnych nieuzbrojonym okiem: około 20.

Herb Tarcza Jana III Sobieskiego

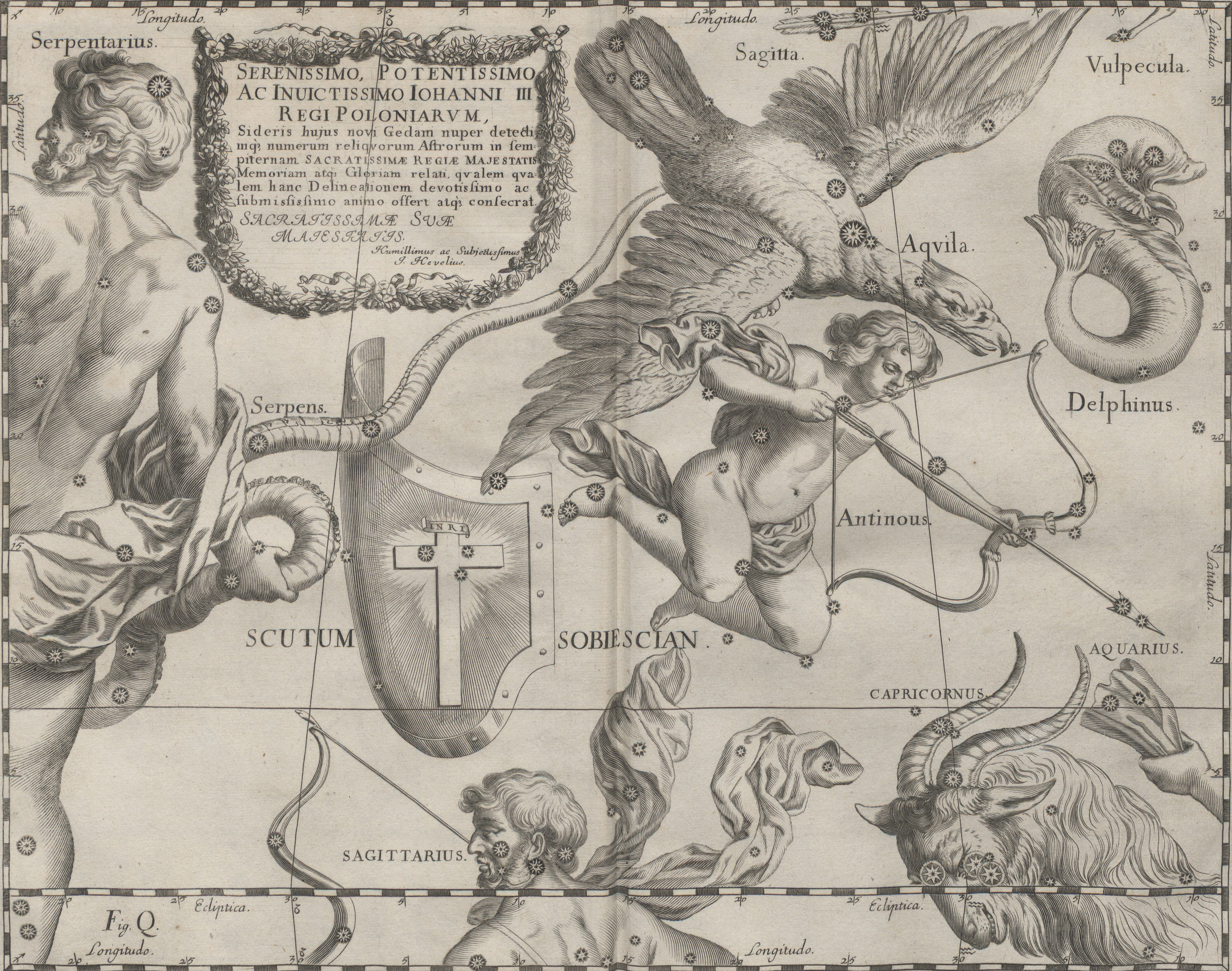
Scutum Sobiescianum Firmamentum Sobiescianum sive Uranographia 1690

Była ona dawniej przedstawiana jako polski herb szlachecki Janina (Tarcza), króla Polski Jana III Sobieskiego z godłem krzyża Jezusa Chrystusa – stąd też na rycinach skrót INRI.
Obok Ciołka Poniatowskiego, jest to jedyna konstelacja, powiązana z rzeczywistą postacią z polskiej historii nowożytnej. Jest to jedyny gwiazdozbiór z podtekstem politycznym, którego nazwa przetrwała do dzisiaj.
Obecnie używana jest tylko nazwa Tarcza, ponieważ w drugiej połowie XIX wieku astronomowie niemieccy przeforsowali uchwałę o jednowyrazowym nazewnictwie gwiazdozbiorów, zresztą dość niekonsekwentną (istnieją bowiem konstelacje o nazwach dwuwyrazowych: Mały Lew, Wielki Pies, Mały Pies, Psy Gończe, Wielka Niedźwiedzica, Mała Niedźwiedzica, Warkocz Bereniki, Korona Północna, Korona Południowa, Trójkąt Południowy).

## Gwiazdy Tarczy Sobieskiego
Zawiera 18 gwiazd jaśniejszych niż 6m, leży jednak w szczególnie bogatym w gwiazdy obszarze Drogi Mlecznej między Orłem a Strzelcem. Gwiazdy te są blade i czasami trudne do znalezienia z powodu jasnego tła Drogi Mlecznej. Alfa, Beta, Gamma i Zeta tworzą asteryzm w kształcie litery Y.
- Najjaśniejsza Alfa Scuti (α Sct) to pojedyncza gwiazda, chłodny pomarańczowy olbrzym typu K oddalony od nas o 174 lata świetlne. Jest 21. razy większy od Słońca i co najmniej 130 razy jaśniejszy[1].
- Druga co do jasności Beta Scuti (β Sct) jest pomarańczowym olbrzymem typu G. Towarzyszy mu karzeł o jasności 8,5m. Jest to układ spektroskopowy o okresie obiegu około 843 dni[4].
- Trzecia co do jasności Zeta Scuti (ζ Sct) o jasności 4,66m to również pomarańczowy olbrzym i układ podwójny o okresie 6,5 roku, oddalony o 207 lat świetlnych[4].
- Niewiele jej ustępuje w jasności Gamma γ Sct (4,67m), która jest białym podolbrzymem[4].
- Delta (δ) Scuti to prototyp klasy gwiazd zmiennych, pulsujących z okresem kilku godzin i zmieniających jasność o zaledwie kilka dziesiątych magnitudo. Sama Delta Scuti zmienia swoją jasność między 4,60 a 4,79m z okresem 4 godziny 39 minut. Gwiazda ma dwóch towarzyszy – gwiazdę o jasności 12,2m oddaloną o 15,2 sekundy łuku oraz gwiazdę o jasności 9,2m oddaloną o 53 sekundy łuku. Oddalona jest o około 202 lata świetlne[4].
- Zmienna R Scuti, pomarańczowy nadolbrzym, którego jasność waha się między 5,0 a 8,4m w cyklu około 144 dni[5].

## Interesujące obiekty
W konstelacji znajdują się dwa obiekty z katalogu Messiera.
- Najpiękniejszym obiektem Tarczy jest gromada otwarta Messier 11 (NGC 6705), zwana Dziką Kaczką. Gromada ma jasność 6,3m, rozmiary kątowe 14′, znajduje się w odległości około 6000 lat świetlnych i zaledwie dwa stopnie na południowy wschód od Beta Sct. Jest to jedna z najbardziej obfitujących w gwiazdy gromad otwartych Galaktyki, ma ich blisko trzy tysiące. Została odkryta w 1681 przez niemieckiego astronoma Gottfrieda Kircha (ucznia Jana Heweliusza). To jednocześnie jedna z najgorętszych gromad. Jej wiek to mniej więcej 220 milionów lat. Oglądana przez mały teleskop ma kształt litery V i przypomina lecące dzikie kaczki.
- Inny ciekawy obiekt to gromada otwarta Messier 26 (NGC 6694) o jasności 8m i średnicy kątowej 15′. Znajduje się niecały stopień na wschód od Delta Sct. Zawiera około setki gwiazd, z których najjaśniejsza ma 11,9m. Gromada została odkryta przez Charles’a Messiera w 1764 roku i jest oddalona o pięć tysięcy lat świetlnych[6].
- Zaledwie dwa stopnie na wschód od M26 znajduje się niewiele od niej słabsza gromada kulista NGC 6712 (8,69m). Odkryta została prawdopodobnie przez francuskiego astronoma Le Gentila w trakcie katalogowania przez niego połaci Drogi Mlecznej w okolicy gwiazdozbioru Orła. Pierwotnie on oraz William Herschel (który odnalazł ją niezależnie) sklasyfikowali obiekt jako mgławicę. W rzeczywistości jest to gromada kulista oddalona o 22,5 tysiąca lat świetlnych. W 1999 roku astronomowie za pomocą teleskopów Very Large Telescope wykazali, że przez miliardy lat pozbyła się ona swych najsłabszych gwiazd podczas kolejnych przejść przez dysk Drogi Mlecznej.
- W Tarczy znajduje się mgławica planetarna – IC 1295. Jej jasność to 12,7m. Jest zatem w zasięgu jedynie największych teleskopów. Swój zielony kolor zawdzięcza zjonizowanemu tlenowi. Ciało niebieskie znajduje się w odległości 3300 lat świetlnych[4].